# Эпсилон синий
Э́псилон си́ний (динатриевая соль 2-(4′-нитрофенилазо)-1-нафтол-3,8-дисульфокислоты) — органическое соединение, краситель с химической формулой C16H9N3Na2O9S2. Применяется в аналитической химии как кислотно-основный индикатор.
Синоним: epsilon blue.

## Свойства
Имеет вид порошка из тёмно-красных кристаллов, растворим в воде.

## Номенклатура
Название «Эпсилон синий» принадлежит только динатриевой соли соединения, которая имеет CAS 73904-21-9. Коммерческие производители и базы данных иногда атрибутируют этим именем другую форму с CAS 84540-31-8.

## Применение
Используется как кислотно-основный индикатор. Первый переход окраски от розовой к пурпурно-розовой лежит в границах pH 8—12, второй переход от оранжевого цвета к фиолетовому наблюдается в диапазоне pH 11,6—13. Для использования в качестве индикатора применяется 0,1 % водный раствор.